# Dortmunder Stifts-Brauerei

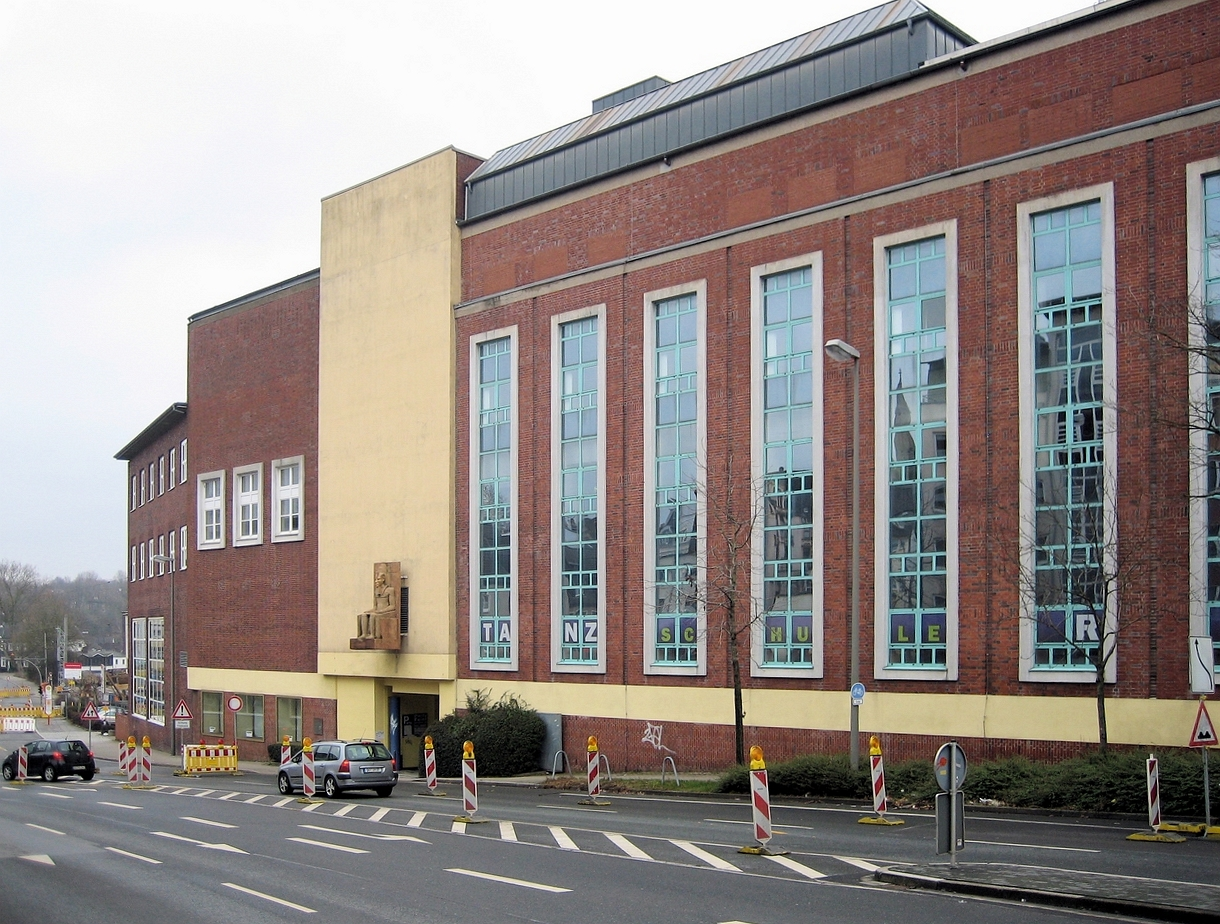
Sudhaus der ehemaligen Hörder Stifts-Brauerei

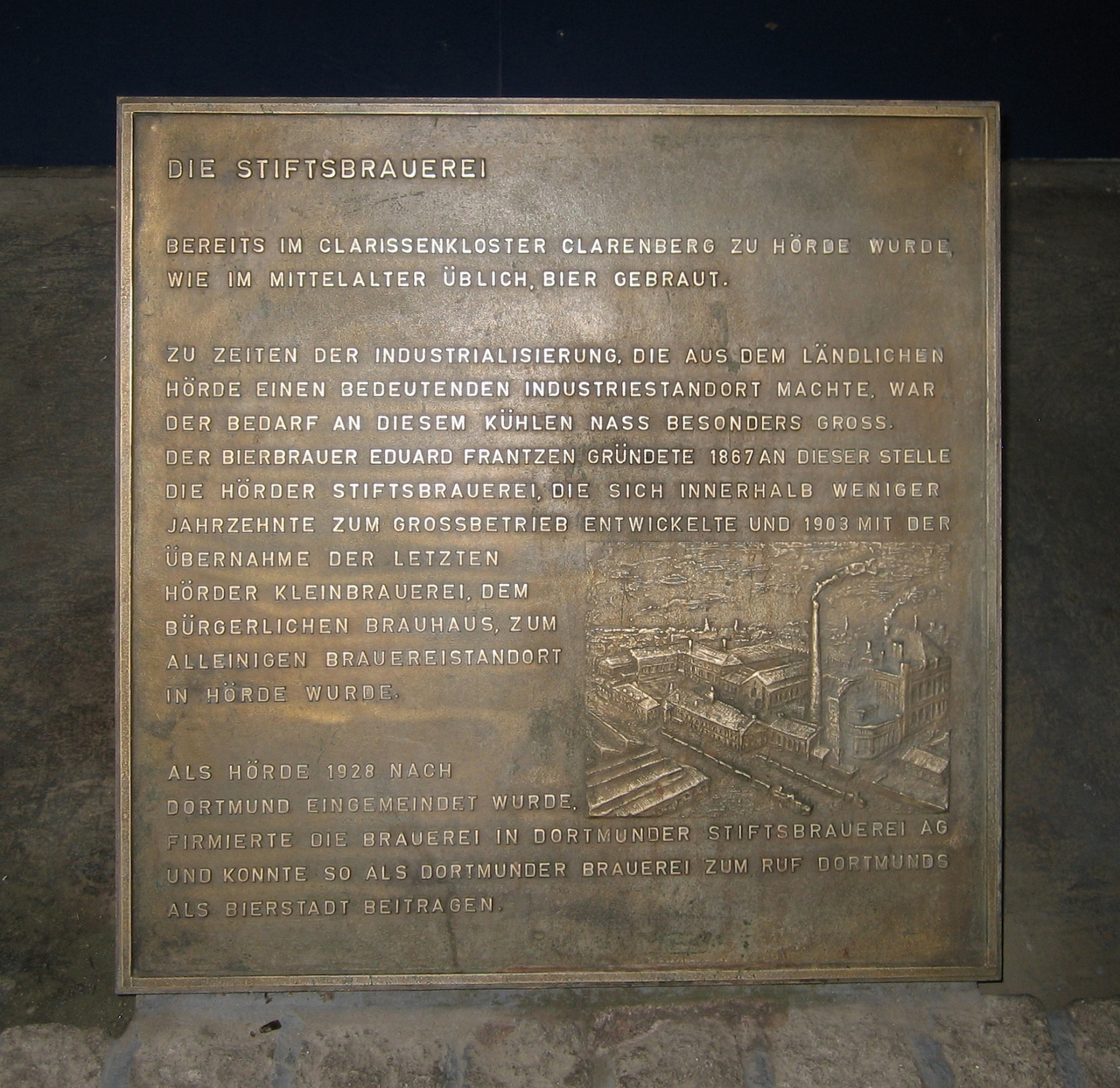
Gedenktafel auf dem Gelände der ehemaligen Stifts-Brauerei

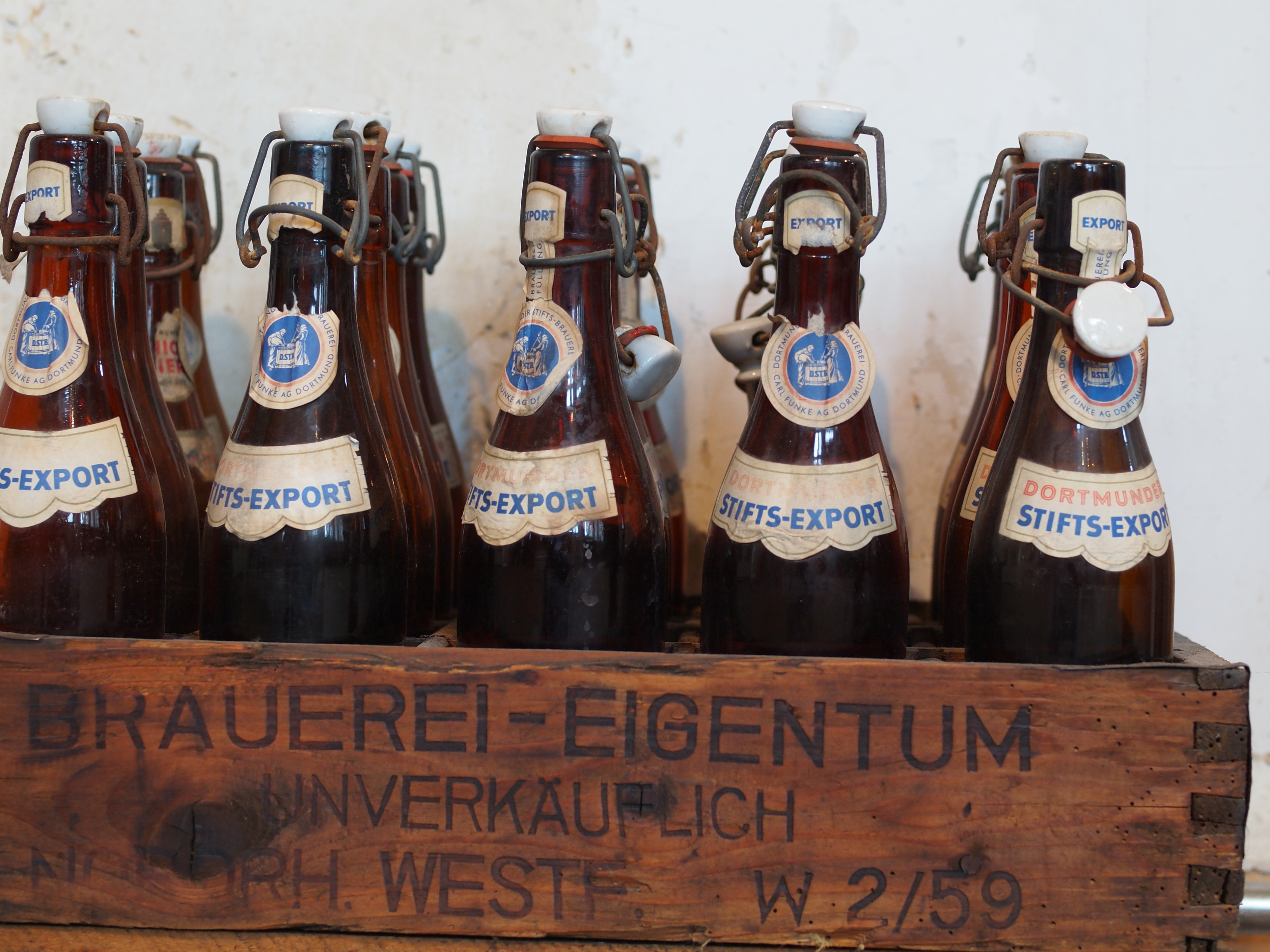
Produkt, leider leer

Die Dortmunder Stifts Brauerei war eine Brauerei im Dortmunder Stadtteil Hörde.

## Geschichte
Das erste Bier in Hörde wurde von den Nonnen des Klosters Clarenberg gebraut. Auf dem Gelände des ehemaligen Stiftes zu Füßen der Hermannshütte errichtete der Unternehmer Eduard Frantzen 1867 eine moderne, industriell produzierende Bierbrauerei. Eduard Frantzen fiel im Deutsch-Französischen Krieg 1870/1871. Sein Bruder Ludwig Frantzen übernahm anschließend die Leitung der Brauerei. 1903 fusionierte die Brauerei mit der 1870 gegründeten Wallrabe-Brauerei, die 1900 in eine Aktiengesellschaft umgewandelt und 1901 in „Bürgerliches Brauhaus AG, Hoerde“ umbenannt worden war. Der Name des Unternehmens lautete seitdem „Stifts-Brauerei Aktiengesellschaft vorm. Eduard Frantzen und Bürgerliches Brauhaus“.
Die Produktion erfolgte in den modernen Produktionsanlagen der Stiftsbrauerei. 1909 übernahm Ludwig Frantzen die Leitung und die Brauerei wurde zur Großbrauerei ausgebaut. Mitte der 1930er Jahre erwarb die Familie Funke, Eigentümer der Essener Stern Brauerei, maßgebliche Aktienanteile an der Stiftsbrauerei. Seitdem firmierte das Unternehmen unter dem Namen „Dortmunder Stiftsbrauerei Carl Funke AG“.
Nachdem die Stern Brauerei Essen auch die restlichen Aktien (25 %) der Gründerfamilie Frantzen 1971 erworben hatte, wurden alle Brauereien der Funkegruppe 1973 an den britischen Konzern Watney-Mann verkauft.
In den 1970er Jahren betätigte sich die Stifts-Brauerei auch im Sportsponsoring und unterstützte die Aktivitäten von Borussia Dortmund.
Als erste Übernahme des Konzentrationsprozesses im Dortmunder Brauereiwesen übernahm die Privatbrauerei Dortmunder Kronen 1987 das Unternehmen.
Die Produktionsstätte der Stifts-Brauerei wurde 2020 abgerissen.

## Marken
Die Biermarken der Stifts-Brauerei werden bis heute von der Dortmunder Actien-Brauerei gebraut und abgefüllt. Bis heute erhältliche Marken sind:
- Stifts Pils
- Stifts Export

Die Produktion der Edelmarke „Stiftsherren Pils“ wurde hingegen eingestellt.